# Josef Sapir
Josef Sapir (hebrejsky: יוסף ספיר; žil 27. ledna 1902 – 26. února 1972) byl izraelský politik, poslanec Knesetu a ministr izraelských vlád. Byl předsedou Všeobecných sionistů a zakládajícím členem strany Gachal.
V letech 1940 a 1951 zastával úřad starosty města Petach Tikva a během svého funkčního období kandidoval v prvních izraelských parlamentních volbách v roce 1949 za stranu Všeobecní sionisté. Na konci roku 1952 byl jmenován ministrem zdravotnictví a o rok později byl jmenován ministrem dopravy a tuto funkci zastával až do roku 1955.
Ve vládě národní jednoty Leviho Eškola, vytvořené v předvečer šestidenní války v roce 1967, byl Sapir jmenován ministrem bez portfeje. Po Eškolově smrti v roce 1969 byl jmenován ministrem obchodu a průmyslu ve vládě Goldy Meirové a tento úřad zastával až do 6. srpna 1970, kdy Gachal opustil vládu národní jednoty.
Na jeho počest nese jeho jméno společná osada Karmej Josef založená v roce 1984 mezi Ramlou a Bejt Šemešem.